# Комсомольский проспект (Барнаул)
Комсомольский проспект — одна из центральных улиц Барнаула.
Проходит по двум районам города — Центральному и Октябрьскому, от улицы Льва Толстого до Цеховой улицы в северо-западном направлении. Протяженность проспекта — 3,9 км. Ширина — от 10 до 15 метров.
Комсомольский проспект до 1927 года носил название Острожного переулка.

## История
Будущий проспект был одной из первых улиц, появившихся в Барнауле, о чём свидетельствует план города 1748 года. В это время здесь располагались жилые дома заводских служащих, а сама улица проходила по восточной окраине города. В XIX веке улицу облюбовали купцы (Суховы, Кураговы, Ивановы), построившие здесь свои усадьбы.
В Острожном переулке также располагались городская тюрьма, церковь Александра Невского, городская школа, Больница Красного креста. В мае 1917 года произошел крупнейший пожар в городе, в результате которого сгорели все деревянные строения на проспекте, и лишь частично сохранились кирпичные здания.

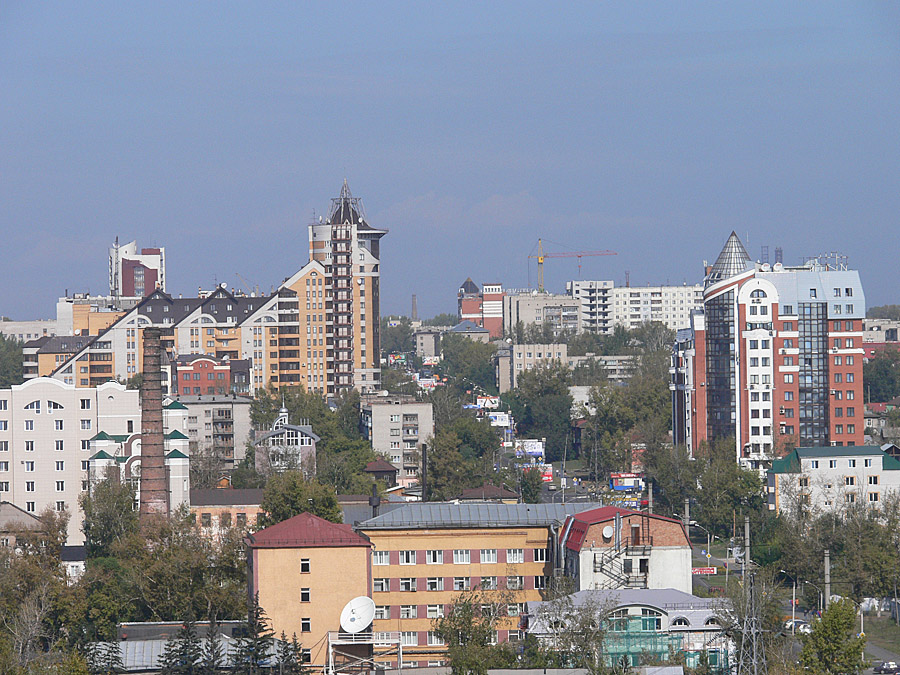
Начало Комсомольского проспекта

После 1917 года проспект осуществлял транспортную функцию в центральной части города и заканчивался у городской рощи (ныне сквер АлтГТУ). Генеральный план развития города 1937 года предусматривал продолжение улицы через рощу, и в военные годы 1941—1945, когда в Барнаул было эвакуировано более 150 предприятий и заводов, Комсомольский проспект через Сибирский проспект связал центр и район жилых массивов БМК и ВРЗ.
В 1950-е — 1970-е годы Комсомольский проспект продлили до Цеховой улицы, с поворотом на север в месте пересечения с Советской улицей. Застройка улицы осуществлялась по типовым проектам, большая часть жилого фонда представляла собой «хрущёвки».
В 1990-е — 2000-е годы на участке от улицы Никитина до улицы Чкалова были построены высотные дома с жилыми и офисными помещениями. В 2002 году рядом с площадью Ветеранов были установлены цветочные часы прямоугольной формы размером 4 на 5 метров. Осенью 2005 года от улицы Димитрова по направлению к Речному вокзалу, посажено около ста деревьев, оборудовано лавочками и небольшими скульптурами три зеленых уголка. В 2006 году была проведена реконструкция дорожного покрытия.
В июне 2006 года топонимическая комиссия администрации Барнаула рассмотрела вопрос о присуждении имени погибшего в 2005 году губернатора Алтайского края Михаила Евдокимова одной из городских площадей. Было принято решение рекомендовать мэру города Владимиру Колганову подписать распоряжение о присвоении имени Евдокимова площади в районе магазина «Сибиряк» (перекрёсток с Советской улицей).

## Важнейшие здания и учреждения
Сегодня на Комсомольском проспекте расположены:
- Государственные учреждения — управление службы судебных приставов по Алтайскому краю, главные управления Алтайского края по экономике и инвестициям, имущественных отношений и сельского хозяйства Алтайского края, администрация Октябрьского района и её комитеты, комитет Центрального района по ценообразованию, Главное отделение Алтайского банка Сбербанка РФ, Госнаркоконтроль, Счетная палата Алтайского края, управление ФНС по Алтайскому краю, управление пожарного надзора МЧС РФ по Алтайскому краю.
- Промышленные предприятия — Барнаульский ликёро-водочный завод.

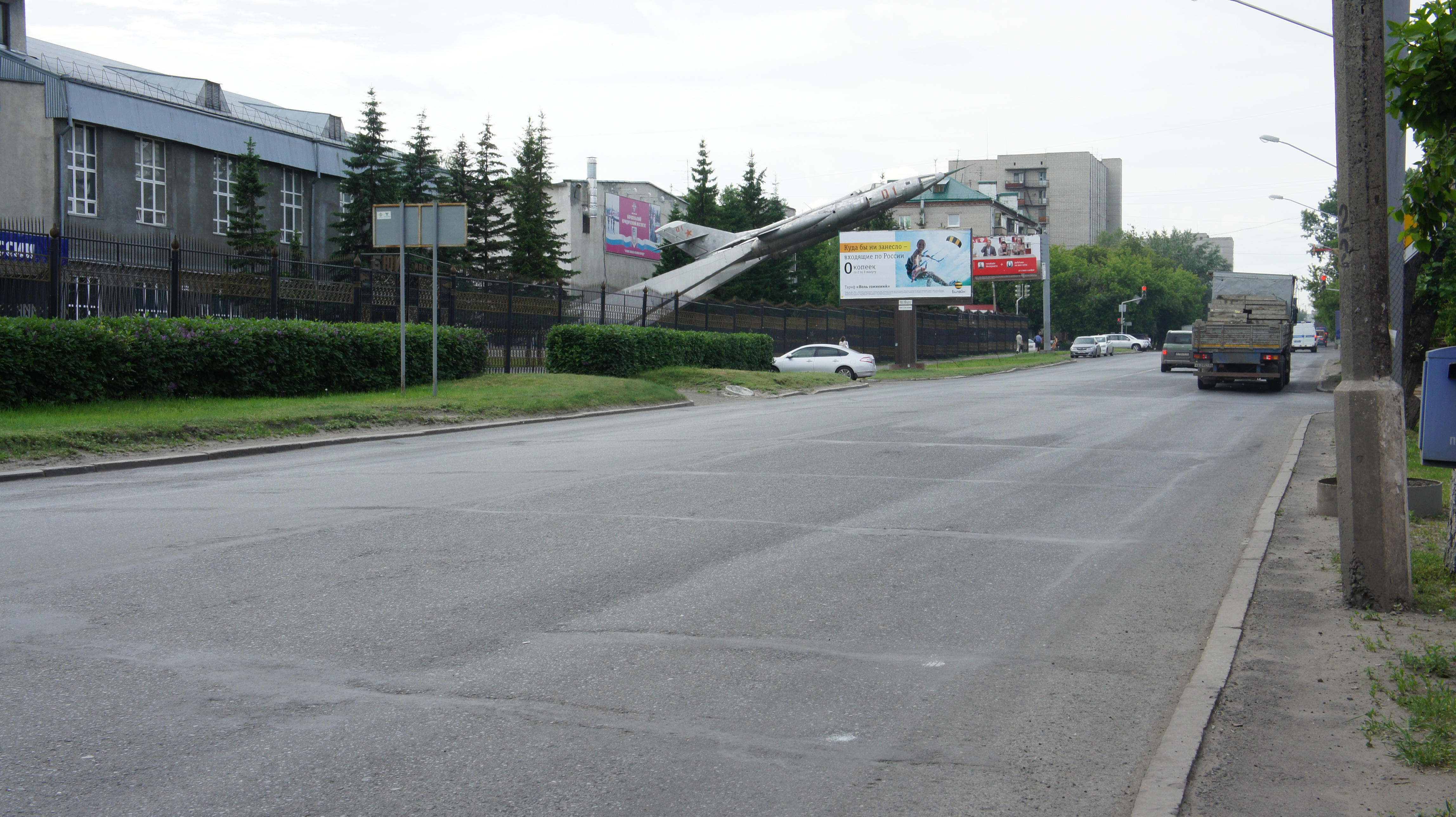
Комсомольский проспект. Вид на корпуса Барнаульского Юридического Иинститута (ранее здесь располагалось Барнаульское высшее военное авиационное училище лётчиков)

- Учебные и научные заведения — Алтайский НИИ водных биоресурсов и аквакультуры, Алтайский государственный медицинский университет, Алтайская академия экономики и права, Барнаульский юридический институт МВД РФ, Открытая (сменная) общеобразовательная школа № 6, общежития АлтГТУ № 1, № 2, № 3, № 5, № 6,
- Объекты культуры — Военно-исторический отдел Краеведческого музея, Алтайский краевой государственный театр музыкальной комедии, Русский камерный оркестр Барнаула[4], оркестр ГУ МЧС по Алтайскому краю.
- Медицинские учреждения — Городская больница № 1, Диагностический центр Алтайского края, Алтайский краевой противотуберкулезный диспансер и поликлиника.
- Спортивные сооружения и парки — стадион «Динамо», Изумрудный парк.